# Ulica Smocza w Krakowie
Ulica Smocza – ulica w Krakowie, w dzielnicy I Stare Miasto, na Stradomiu. 
Wytyczona na początku XX wieku. Nazwa ulicy pochodzi od legendarnego Smoka Wawelskiego. Zabudowa ulicy pochodzi w większości z końca XIX stulecia. Do lat 70. XX wieku kończyła się na placu, który znajdował się na końcu ulicy Dietla. Po wybudowaniu Mostu Grunwaldzkiego ulica została skrócona do ul. Koletek.

## Zabudowa
- ul. Smocza 4a – kamienica, proj. Zygmunt Grünberg, 1937.
- ul. Smocza 8 – kamienica, proj. Józef Weinberger, 1928.
- ul. Smocza 10 (ul. Koletek)  – kamienica, proj. Józef Weinberger, 1928.